# Transpecos-rattenslang
De Transpecos-rattenslang (Bogertophis subocularis) is een slang uit de familie toornslangachtigen en de onderfamilie Colubrinae.

## Naam en indeling
De wetenschappelijke naam van de soort werd voor het eerst voorgesteld door Arthur Erwin Brown in 1901. Oorspronkelijk werd de wetenschappelijke naam Coluber subocularis gebruikt.

### Ondersoorten
De soort wordt verdeeld in twee ondersoorten die onderstaand zijn weergegeven, met de auteur en het verspreidingsgebied.
| Naam                               | Auteur      | Verspreidingsgebied                  |
| ---------------------------------- | ----------- | ------------------------------------ |
| Bogertophis subocularis amplinotus | Webb, 1990  | Mexico (Durango)                     |
| Bogertophis subocularis            | Brown, 1901 | De rest van het verspreidingsgebied. |

## Uiterlijke kenmerken
De Transpecos-rattenslang is een slanke, enigszins sierlijk bewegende slang. De huid van deze terrestrische, nachtactieve soort is lichtgeel, oker of geelbruin met 21 tot 28 donkerbruine tot zwarte H-vormige dwarsstrepen op de rug en een dubbele streep in de nek. De lichaamslengte bedraagt ongeveer 90 centimeter tot 1,4 meter, het langste exemplaar werd bijna 1,68 meter lang. De schubben zijn voorzien van een opstaande rand (gekield), de anaalplaat is gedeeld. De kop heeft opvallend grote, bolle ogen, op de kop zijn geen vlekken of strepen aanwezig.

## Levenswijze
Om de hitte te ontvluchten, houden ze zich overdag schuil onder platte stenen en in rotsspleten. Bij bedreiging scheiden ze een stinkende stof af en ze zullen ook niet aarzelen om te bijten. Op het menu staan voornamelijk knaagdieren en daarnaast worden ook vogels en vleermuizen buitgemaakt.

## Voortplanting
Het legsel bestaat uit vier tot acht eieren, die worden afgezet onder stenen of in rottende bladeren. Als de juvenielen uitkomen zijn ze ongeveer 28 tot 38 centimeter lang. De grote ogen van de slanke jongen zijn nog opzienbarender dan die van volwassen dieren. De jongen hebben een lichtere kleur in vergelijking met adulten variërend van geel tot geel-grijs, de tekening is wat lichter van kleur.

## Verspreiding en habitat
Deze soort komt voor in de zuidelijke VS in de staten New Mexico en Texas en in noordoostelijk Mexico in de staten Chihuahua, Coahuila, Durango en Nuevo León.
De habitat bestaat uit zanderige omgevingen, de slang komt voor in zowel gematigde als hete woestijnen.

## Beschermingsstatus
Door de internationale natuurbeschermingsorganisatie IUCN is de beschermingsstatus 'veilig' toegewezen (Least Concern of LC).